# Sauropus brunonis
Sauropus brunonis là một loài thực vật có hoa trong họ Diệp hạ châu. Loài này được (S.Moore) Airy Shaw miêu tả khoa học đầu tiên năm 1980.